# Strike Witches
Strike Witches (Nhật: ストライクウィッチーズ Hepburn: Sutoraiku Witchīzu) là một dự án đa phương tiện được tạo bởi Shimada Fumikane trên nhiều tạp chí. Dự án đã được chuyển thể thành nhiều light novel, manga, anime và trò chơi điện tử. Câu chuyện kể về những đơn vị quân sự chống lại Neuroi – những con quái vật ngoài hành tinh xâm chiếm Trái Đất trong thời chiến tranh. Tập OVA đầu tiên được phát hành vào 1 tháng 1 năm 2007. Loạt anime truyền hình được phát sóng từ tháng 7 đến tháng 9 năm 2008, mùa thứ hai được phát sóng từ tháng 7 đến tháng 9 năm 2010. Một bộ phim dài được phát hành vào 17 tháng 3 năm 2012 và có 3 tập OVA phát từ tháng 9 năm 2014 đến tháng 5 năm 2015.

## Cốt truyện
Vào năm 1939, nhân loại đang trên đà diệt vong. Được trang bị vũ khí có sức mạnh tàn phá, một chủng tộc ngoài hành tinh bí ẩn được nhân loại đặt tên là Neuroi, bắt đầu cuộc xâm lược Trái đất, tàn phá hành tinh, xâm chiếm các quốc gia [Phần lớn là ở Châu Âu] và đánh bại quân đội con người. Để chống lại lực lượng dường như không thể ngăn cản này, các cường quốc trên thế giới đã đoàn kết. Một thiết bị mới đã được sản xuất, được gọi là Striker Unit, có khả năng đối mặt với công nghệ Neuroi. Các cô gái được trang bị Đơn vị Tiền đạo được gọi là Witch, tạo thành tuyến phòng thủ cuối cùng của nhân loại. Họ bắt đầu cuộc chiến chống lại Neuroi, sử dụng khả năng ma thuật hiện đã được nâng cao của mình, phô trương những vũ khí hủy diệt không con người nào có thể quản lý được.

## Truyền thông

### Light novel
Ba loạt light novel đã được phát hành. Đầu tiên là Strike Witches: Suomus Misfits Squadron (ストライクウィッチーズ： スオムスいらん子中隊 Sutoraiku Witchīzu: Iranko Chūtai), do Yamaguchi Noboru sáng tác và Ueda Hashigo minh họa. Tập đầu tiên được phát tại Nhật Bản vào 1 tháng 10 năm 2006, cho đến tận nay chỉ có 3 tập tính đến 11 tháng 9 năm 2009. Tập thứ tư nằm trong giai đoạn phát triển và được lên lịch trình phát vào mùa xuân năm 2009. Suomus Misfits Squadron nằm trong một mốc thời gian và địa điểm khác với bản anime, sử dụng cả dàn nhân vật khác.
Thứ hai là Strike Witches: Maidens' Volume (ストライクウィッチーズ：　乙女ノ巻 Sutoraiku Witchīzu: Otome no Maki), do Nanbō Hidehisa chắp bút và cũng được minh họa bởi Ueda Hashigo. Có 2 tập được phát tính đến 11 tháng 6 năm 2019 và tập thứ ba dự kiến phát vào 1 tháng 7 năm 2009. Thời gian phát hành trùng với thời gian khởi sóng bản anime chuyển thể trên truyền hình, dùng cùng một dàn nhân vật.
Thứ ba là Noble Witches (ノーブルウィッチーズ Nōburu Witchīzu), kể về tổ đội không chiến Joint Fighter Wing. Sự kiện của câu chuyện bắt đầu từ đầu mùa 2 anime đến trước khi ra mắt movie. Hidehisa Nanbō sáng tác light novel này. Tính từ 1 tháng 1 năm 2015 – 1 tháng 11 năm 2016, năm tập đã được phát hành. Tập thứ sáu sau đó phát vào 1 tháng 5 năm 2017. Tập bốn, năm, sáu nằm trong một bản CD drama riêng.

### Manga
Strike Witches bao gồm có 6 manga trong loạt manga:
- Manga đầu tiên là Strike Witches: Maidens of the Blue Skies (ストライクウィッチーズ 蒼空の乙女たち Strike Witches Sōkū no Otome-tachi?), được đăng tuần tự trên Comp Ace từ 25 tháng 9 năm 2005 – 26 tháng 1 năm 2006.
- Manga thứ hai, Strike Witches: Maidens in the Sky (ストライクウィッチーズ 天空の乙女たち Strike Witches Tenkū no Otome-tachi?), được đăng trên Comp Ace từ 26 tháng 7 năm 2008 – 26 tháng 12 năm 2008 và có tổng cộng hai tập. Seven Seas Entertainment phát hành manga thứ hai này tại Bắc Mỹ vào tháng 4 năm 2014.[7]
- Thứ ba là Strike Witches: The Sky that Connects Us (ストライクウィッチーズ キミとつながる空 Strike Witches Kimi to Tsunagaru Sora?), thường được biết là Strike Witches 1.5, bắt đầu đăng tuần tự trên tạp chí NyanType từ 26 tháng 9 năm 2009 – 2010 và được tổng hợp thành một tập manga phát hành vào tháng 9 năm 2010.
- Manga thứ tư có tên Strike Witches Zero: 1937 Fuso Sea Incident (ストライクウィッチーズ零 1937 扶桑海事変 Strike Witches Zero: 1937 Fusou Kaijihen?), được đăng trên tạp chí Nyantype vào năm 2011 và tổng cộng có hai tập.
- Manga thứ năm tên Strike Witches: One-Winged Witches (ストライクウィッチーズ 片翼の魔女たち Strike Witches - Katayoku no Majotachi?), đăng tuần tự trên Comp Ace và có hai tập.
- Thứ sáu là Strike Witches: The Witches of Africa (ストライクウィッチーズ アフリカの魔女 Strike Witches: Africa no Majo?), được đăng trên tạp chí Comptiq vào 10 tháng 11 năm 2011.

### Anime
Một tập OVA đạo diễn bởi Sugishima Kunihisa và do Gonzo sản xuất đã phát vào 1 tháng 1 năm 2007. Mùa đầu tiên của bản anime cũng được Gonzo sản xuất và cho phát sóng tại Nhật Bản từ 3 tháng 7 – 18 tháng 9 năm 2008.